# Binjamin Sason
Binjamin Sason (hebr.: בנימין ששון, ang.: Binyamin Sasson, ur. w 1903 w Bagdadzie, zm. 1 maja 1985) – izraelski polityk, w latach 1951–1955 poseł do Knesetu.
W wyborach parlamentarnych w 1951 po raz pierwszy i jedyny dostał się do izraelskiego parlamentu z listy partii Sefardyjczycy i Orientalne Społeczności, w trakcie kadencji przeszedł do Ogólnych Syjonistów.